# Geleitzug KN 109
Der Geleitzug KN 109 war ein alliierter Konvoi während des Zweiten Weltkrieges. Der aus insgesamt 18 Schiffen bestehende und von Key West nach New York City laufende Geleitzug geriet im Juni 1942 in der Chesapeake Bay in ein von einem deutschen U-Boot gelegtes Minenfeld, wobei ein Geleitschiff verloren ging und drei weitere Schiffe beschädigt wurden.

## Vorgeschichte
Nach der deutschen Kriegserklärung an die Vereinigten Staaten am 11. Dezember 1941, begann die deutsche Kriegsmarine ab Januar 1942 mit Angriffen deutscher U-Boote gegen den Schiffsverkehr vor der Ostküste der Vereinigten Staaten (siehe Unternehmen Paukenschlag). Eines dieser U-Boote war U 701 unter dem Kommando von Kapitänleutnant Horst Degen, welches als Teil der aus sechs U-Booten bestehenden U-Boot-Gruppe „Hecht“ am 20. Mai 1942 von Lorient aus zu seiner Feindfahrt vor der US-Ostküste aufgebrochen war.

## Die Minenoperation
In der Nacht vom 12. auf den 13. Juni 1942, kurz nach 1:30 Uhr, verlegte U 701 insgesamt 15 TMB-Grundminen (eine zylindrische, über die Torpedorohre ausgestoßene Seemine mit einer Sprengladung von rund 580 Kilogramm) im Thimble Shoal Channel, eine der Hauptfahrrouten für Handelsschiffe unmittelbar vor der Küste von Virginia Beach. Die Minen wurden innerhalb von rund 30 Minuten gelegt und befanden sich in einer Wassertiefe von durchschnittlich nur etwa 50 Fuß (rund 15 Meter). Die nächtliche Minenlege-Operation in Sichtweite des Cape Henry Lighthouse blieb zunächst unentdeckt. Die verlegten Grundminen verfügten über eine Zeitschaltung, welche die Magnetzünder der Minen erst nach 60 Stunden scharf stellte. Infolgedessen passierten in den nachfolgenden beiden Tagen immer wieder Schiffe das Minenfeld, ohne dass es jedoch zu Zwischenfällen kam, da die Minen noch nicht aktiviert worden waren.

## Der Geleitzug KN 109
Der Geleitzug KN 109 bestand aus zwölf großen Tankern, die Öl und Diesel von den Ölverladehäfen im Golf von Mexiko, unter anderem Port Arthur (Texas), nach den Industriehäfen an der US-Ostküste zu transportieren hatten. Die Zusammenstellung des Geleites erfolgte in Key West, der Zielhafen des Konvois war New York City (das Kürzel KN bei diesen Geleitzügen verwies auf den Starthafen Key West sowie auf den Zielhafen New York City bzw. teilweise Norfolk). Die Sicherung des Konvois bestand aus den beiden älteren US-Zerstörern Bainbridge und Decatur, den US-Küstenwachkuttern Dione und Calypso sowie den beiden (von der Royal Navy an die US-Marine ausgeliehenen) britischen U-Jagd-Trawlern Lady Elsa und Kingston Ceylonite, wobei letzterer erst später zum Geleitzug hinzustieß. Das Führungsschiff des Geleitzuges war der britische Öltanker Empire Sapphire.

## Die Ereignisse im Minenfeld
Am Nachmittag des 15. Juni 1942 geriet der Geleitzug, in zwei Fahrkolonnen aufgeteilt, in das Minenfeld. Bedingt durch die Zeitschaltungen (s. oben) waren die gelegten Minen erst rund zwei Stunden vor dem Eintreffen der Schiffe automatisch scharf geschaltet worden.
Um 17:04 Uhr erschütterte eine heftige Explosion den mit rund 24 Millionen Liter Rohöl beladenen US-Tanker Robert C. Tuttle (11.615 BRT). Die Mine explodierte auf der Steuerbordseite auf Höhe des Tankraumes Nr. 2. Ein Besatzungsangehöriger des Schiffes wurde dabei über Bord geschleudert und getötet. Die Schäden waren so schwer, dass der Tanker innerhalb von zehn Minuten mit dem Vorschiff auf Grund sank und aufgegeben werden musste. Die restliche Besatzung (47 Personen) stieg in die Rettungsboote um und erreichte später die Küste in rund sechs Seemeilen Entfernung. Die nur mit der Bugsektion in etwa 16 Metern Tiefe auf Grund sitzende Robert C. Tuttle – in tieferen Gewässern wäre sehr wahrscheinlich der Verlust des Schiffes eingetreten – konnte später geborgen und repariert werden. Die Minenexplosion, die die Robert C. Tuttle getroffen hatte, wurde allerdings zunächst nicht als solche erkannt, sondern es wurde angenommen, dass ein Torpedoangriff eines U-Bootes stattgefunden hatte. Aus diesem Grund schwärmten die Geleitschiffe aus und begannen mit dem Werfen von Wasserbomben, während die übrigen Tanker auf hohe Fahrtstufen gingen und Zickzackkurse fuhren, um der vermuteten U-Boot-Bedrohung zu entkommen.
Um 17:30 Uhr ereignete sich eine weitere Explosion – dieses Mal traf des den mit 19 Millionen Liter Diesel beladenen Tanker Esso Augusta (11.237 BRT) der Standard Oil of New Jersey. Das Schiff war nach der ersten Explosion auf eine hohe Fahrtstufe gegangen und fuhr Zickzackkurse, als die Mine explodierte. Da der Tanker sich gerade in einer Kursänderung befunden hatte, traf die Wucht der Explosion nicht direkt den Rumpf, sondern das Heck. Hierdurch wurde das Ruder abgerissen, zudem brachen Dampfleitungen im Maschinenraum und wurden die Fundamente der Maschinen beschädigt. Dies war in gewisser Weise Glück im Unglück: Das Schiff blieb zwar bewegungslos liegen, doch beschränkten sich die Wassereinbrüche auf kleinere, leicht zu beherrschende Lecks; Personalverluste entstanden keine. Die Esso Augusta wurde indessen nicht von ihrer Besatzung verlassen; die beiden rund drei Stunden später herankommenden Schlepper Coyote und Keshena brachten den Havaristen noch in den Abendstunden des 15. Juni 1942 nach Norfolk ein. Der Tanker wurde später repariert und kehrte im November 1942 wieder in den Dienst zurück.
Währenddessen befanden sich die Geleitschiffe immer noch auf der Jagd nach einem (nicht vorhandenen) U-Boot. Hierbei warf der sichernde Zerstörer Bainbridge kurz nach 18:00 Uhr eine Serie von acht Wasserbomben gegen einen vermuteten Unterwasserkontakt (es ist unklar, um was für einen Unterwasserkontakt es sich hierbei gehandelt haben könnte; ein U-Boot befand sich zu diesem Zeitpunkt jedoch nicht am Ort des Geschehens). Überraschend verursachten diese acht Wasserbomben jedoch neun Explosionen, denn durch diese Wasserbomben wurde eine weitere Grundmine in der unmittelbaren Nähe zum Zerstörer ausgelöst. Durch die Explosion achteraus wurde die Bainbridge leicht am Heck und am Ruder beschädigt. Der Zerstörer erlitt glücklicherweise keine Personalverluste und konnte sich aus eigener Kraft nach Norfolk zurückziehen. Nach diesem Zwischenfall wurde ersichtlich, dass sich der Konvoi inmitten eines Minenfeldes befand und dass kein direkter Torpedoangriff eines U-Bootes ursächlich für die Explosionen zeichnete.
Der schwerste Verlust ereilte den Geleitzug um 19:27 Uhr, als der britische U-Jagd-Trawler Kingston Ceylonite auf eine Mine lief. Die Wucht der Explosion brach dem Trawler den Kiel und ließ das Schiff innerhalb von vier Minuten sinken. Mit dem U-Boot-Jäger gingen 18 Besatzungsangehörige unter, 14 Mann wurden später von anderen Sicherungsfahrzeugen gerettet.

## Nachspiel
Am nachfolgenden Tag fand eine umfangreiche Minensuchoperation statt, welche die Räumung von zehn weiteren Minen zur Folge hatte. Von den 15 ausgelegten Minen verblieb somit eine einzige unentdeckt (zehn Minen konnten geräumt werden und vier waren ausgelöst worden) – und sie sollte noch ein weiteres Opfer fordern. Am 17. Juni 1942, zwei Tage nach den Ereignissen um den Geleitzug KN 109, lief der zum Konvoi KS 511 gehörende amerikanische Massengutfrachter Santore (7.117 BRT) auf diese letzte verbliebene Mine auf und sank. Drei Seeleute fanden dabei den Tod.
Das U-Boot U 701, welches das Minenfeld verlegt hatte, wurde am 7. Juli 1942 vor Kap Hatteras von einem amerikanischen Hudson-Bomber durch Bombenwürfe versenkt. Von der 43 Mann starken Besatzung überlebten lediglich sieben Personen, darunter auch der Kommandant.